# Орані (муніципалітет)
Орані (італ. Orani, сард. Orane) — муніципалітет в Італії, у регіоні Сардинія,  провінція Нуоро.
Орані розташоване на відстані близько 340 км на південний захід від Рима, 115 км на північ від Кальярі, 15 км на південний захід від Нуоро.
Населення — 2921 особа (2014).
Щорічний фестиваль відбувається 30 листопада. Покровитель — Андрій Первозваний.

## Демографія
Населення за роками:

Станом на 1 січня 2023 року в муніципалітеті офіційно проживали 32 іноземці з 9 країн, серед них 16 громадян країн Євросоюзу.

## Сусідні муніципалітети
- Бенетутті
- Болотана
- Іллораї
- Мамояда
- Нуоро
- Оніфері
- Оротеллі
- Оттана
- Саруле